# Нектарка велика
Нектарка велика (Dreptes thomensis) — вид горобцеподібних птахів родини нектаркових (Nectariniidae). Ендемік острова Сан-Томе. Єдиний представник монотипового роду Велика нектарка (Dreptes).

## Опис
Це порівняно велика нектарка. Середня довжина тіла птаха становить 15-17 см. Верхня частина тіла, голова і груди матово-чорні з темно-синіми і фіолетовими райдужними плямами. Нижня частина тіла блідо-жовта, хвіст довгий, на кінці білий. Дзьоб довгий, вигнутий.

## Поширення і екологія
Великі нектарки є ендеміками острова Сан-Томе в Гвінейській затоці. Вони мешкають в рівнинних і гірських лісах в центральному гірському масиві на висоті до 2000 м над рівнем моря.

## Раціон
Великі нектарки харчуються комахами, яких ловлять на деревах, а також квітковим нектаром. 

## Збереження
МСОП вважає цей вид вразливим через невелику популяцію і обмежений ареал. Популяцію великих нектарок оцінюють в 350–1500 птахів.